# Лав, Роберт-Малкольм
Роберт-Малкольм Лав (англ.  Robert Malcolm Love ; 30 марта 1927, Грейт Кросби, Мерсисайд, Великобритания — 15 апреля 2006) — английский учёный-гидробиолог. Иностранный член НАНУ (2000).

## Биография
Выпускник Ливерпульского университета. В 1951 году получил научную степень доктора философии по биохимии и доктора наук по биологии (1966).
В 1951—1987 годах руководил отделом прикладной биологии опытной станции Торри в Абердине (Шотландия). Сотрудничал с учёными Институтов биологии южных морей (Севастополь) и гидробиологии (Киев) НАН Украины.

## Научная деятельность
Исследовал жизненные циклы океанических и морских рыб. Основал и развил новое научное направление — биохимическая экология.

## Избранные труды
- The Connective Tissues of Fish: The effect of pH on gaping in cod entering rigor mortis at different temperatures. IV, Gaping of cod muscle under various conditions of freezing, cold-storage and thawing, 1970
- The chemical biology of fishes, 1974
- The Quality of Farmed Products, 1975
- The food fishes: their intrinsic variation and practical implications. London; New York, 1988;
- The biochemical ecology of marine fishes // Advances in marine biology. 1999. Vol. 36 (в соавт.).